# Trussville
Trussville è un comune degli Stati Uniti d'America situato nelle contee di Jefferson, St. Clair dello Stato dell'Alabama.